# Achyrocline
Achyrocline  es un género de plantas fanerógamas, tropicales, en la familia de las asteráceas. Comprende 72 especies descritas y de estas, solo 42 aceptadas.
Sus especies se distribuyen de México al sur de Sudamérica, y otras especies en África y Madagascar. Incluye aproximadamente 32 especies.

## Descripción
Son hierbas o arbustos, con un indumento denso, tallos erectos, a menudo ramificados. Hojas simples, alternas, y con la lámina más larga que ancha (lineal). Inflorescencia formada por múltiples capítulos y cada uno de éstos, con pocas flores (<20); las brácteas que subtienden las flores son de color crema, flores con pétalos amarillos a blancos.

## Taxonomía
El género fue descrito por (Less.) DC. y publicado en Prodromus Systematis Naturalis Regni Vegetabilis 6: 219. 1837[1838].

## Especies seleccionadas

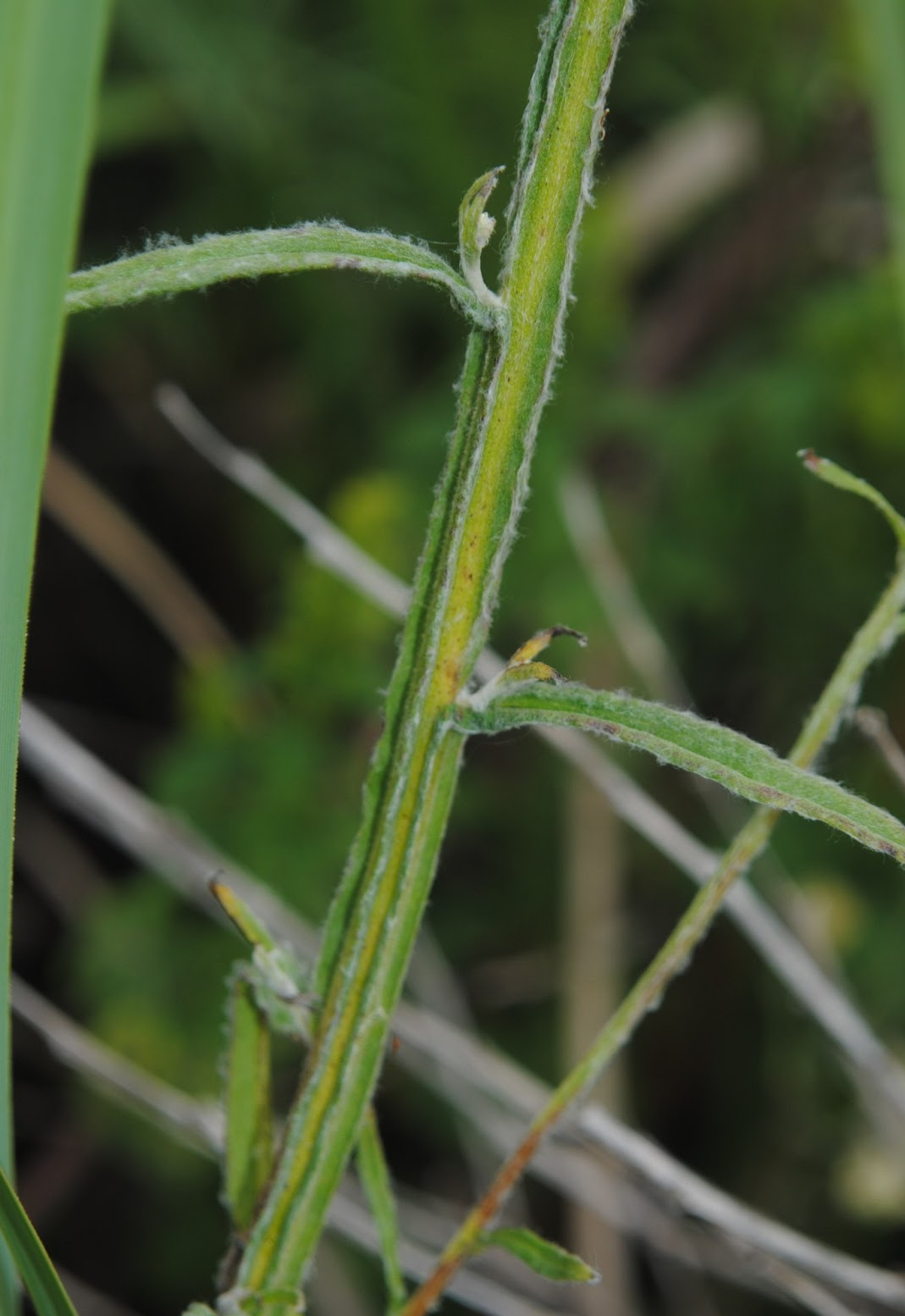
Detalle de Achyrocline alata encontrada en Canelones, Colinas de Solymar.

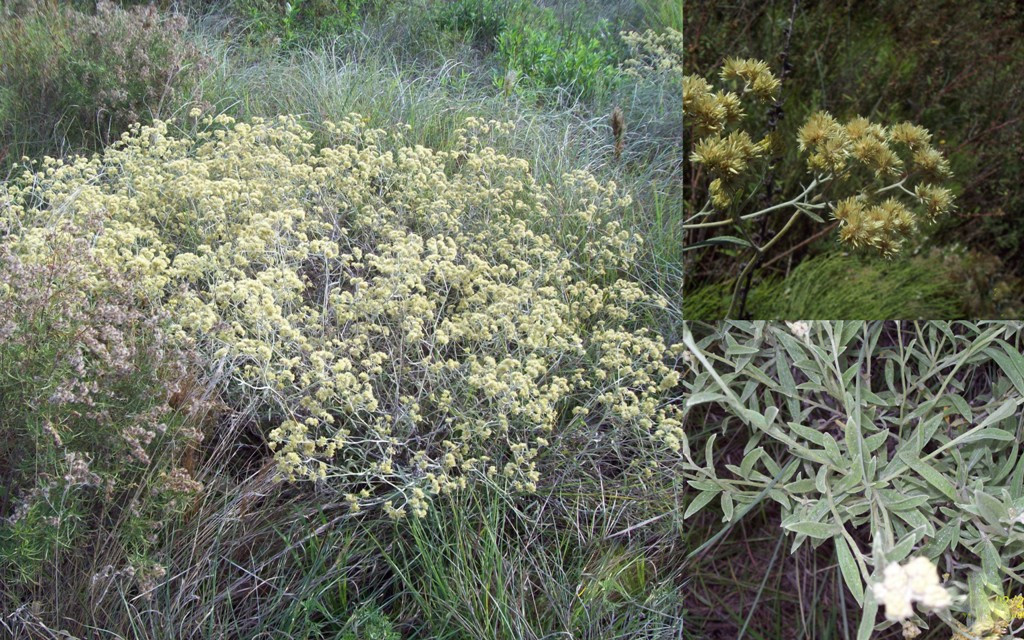
Ejemplares de Achyrocline satureioides encontradas en Palmar, departamento de Soriano, Uruguay.

A continuación se brinda un listado de las especies del género Achyrocline aceptadas hasta julio de 2022, ordenadas alfabéticamente. Para cada una se indica el nombre binomial seguido del autor, abreviado según las convenciones y usos.
- Achyrocline alata (Kunth) DC.
- Achyrocline anabelae Deble
- Achyrocline arrojadoana Mattf.
- Achyrocline bogotensis DC.
- Achyrocline celosioides DC.
- Achyrocline chionaea (DC.) Deble & Marchiori
- Achyrocline crassiceps S.F.Blake
- Achyrocline crassiuscula (Malme) Deble & Marchiori
- Achyrocline deflexa B.L.Rob. & Greenm.
- Achyrocline disjuncta Hemsl.
- Achyrocline eriodes (Mattf.) Deble & Marchiori
- Achyrocline flaccida (Weinm.) DC.
- Achyrocline flavida S.F.Blake
- Achyrocline gardneri (Baker) Deble & Marchiori
- Achyrocline gaudens V.M.Badillo & Gonz.Sánchez
- Achyrocline gertiana Deble & Marchiori
- Achyrocline glandulosa S.F.Blake
- Achyrocline guerreroana G.L.Nesom
- Achyrocline hallii Hieron.
- Achyrocline heringeri (H.Rob.) Deble & Marchiori
- Achyrocline hirta Klatt
- Achyrocline hyperchlora S.F.Blake
- Achyrocline latifolia Wedd.
- Achyrocline lehmannii Hieron.
- Achyrocline luisiana Deble
- Achyrocline macella Deble & Marchiori
- Achyrocline marchiorii Deble
- Achyrocline mathiolifolia DC.
- Achyrocline mollis Benth.
- Achyrocline oaxacana G.L.Nesom
- Achyrocline peruviana M.O.Dillon & Sagást.
- Achyrocline ramosissima Britton
- Achyrocline ribasiana Deble & Marchiori
- Achyrocline rupestris Cabrera
- Achyrocline saturejoides (Lam.) DC.
- Achyrocline scandens V.M.Badillo
- Achyrocline tombadorensis Deble & Marchiori
- Achyrocline tomentosa Rusby
- Achyrocline trianae Klatt
- Achyrocline vargasiana DC.
- Achyrocline vauthieriana DC.
- Achyrocline venosa Rusby
- Achyrocline ventosa Klatt
- Achyrocline virescens Klatt